# Cupropavonite
La cupropavonite è un minerale appartenente al gruppo della benjaminite.